# Деница Симеонова
Деница Димитрова Симеонова е български инженер, мениджър, предприемач и политик, народен представител от парламентарната група на „Продължаваме промяната“ в XLVII народно събрание и XLVIII народно събрание. Тя е бивш изпълнителен директор на Асоциацията на българските лидери и предприемачи (АБЛП) и социален предприемач.

## Биография
Симеонова е родена на 4 май 1992 г. във Враца. Завършва магистратура по Електронно управление (на английски език), после е бакалавър по Индустриално инженерство (на английски език) в Техническия университет в София. По време на висшето си образование прекарва семестър по програма „Еразъм“ в Авейруския университет в Португалия, и практика в немската компания „ГФК“. Завършва Лятна предприемаческа програма (ЛПП) в колеж №1 по предприемачество в света, според „Нюз енд Уърлд Рипорт“ – колежът Бабсън.